# Mansión de Salnava
La Mansión de Salnava es una casa señorial en la parroquia de Salnava, municipio de Ludza en la región de Latgale de Letonia. En la  actualidad la Mansión de Salnava es usada como escuela. 

## Historia
La Mansión de Salnava fue propiedad de los Barones Vulfiuss (o Wulffius) desde la década de 1860 hasta 1944. Fue a manos de la familia Wulfiuss a través de la Condesa Jekaterina Sollugub que se casó con un miembro de la familia Wulffius.